# Phyciodes euclea
Phyciodes euclea är en fjärilsart som beskrevs av Johann Andreas Benignus Bergsträsser 1780. Phyciodes euclea ingår i släktet Phyciodes och familjen praktfjärilar. Inga underarter finns listade i Catalogue of Life.